# José Ignacio Medina
José Ignacio Medina Cebrián (Palencia, 5 de agosto de 1951-Córdoba, 8 de enero de 2022) fue un militar español, teniente general del ejército.

## Biografía
Nacido en 1951 en Palencia, ingresó en el Ejército en 1969. Ha estado destinado en los Regimientos de Infantería Motorizado "Tetuán 14", "Mallorca 13" y "Garellano 45", así como en el Regimiento de Cazadores de Alta Montaña "Galicia 64" y en las Brigadas Mecanizadas XXI y Guzmán el Bueno. Fue jefe del Regimiento de Infantería Mecanizada "Córdoba 10", jefe de la Brigada de Infantería Mecanizada "Extremadura 11", y jefe del Mando de Fuerzas Ligeras. De enero de 2010 a julio de 211 fue jefe del Mando de Canarias. En 2011 fue nombrado jefe de la Fuerza Terrestre. Falleció el 8 de enero de 2022 en Córdoba.